# Condotte d'Acqua
 (avril 2017).
Si vous disposez d'ouvrages ou d'articles de référence ou si vous connaissez des sites web de qualité traitant du thème abordé ici, merci de compléter l'article en donnant les références utiles à sa vérifiabilité et en les liant à la section « Notes et références ».
Società Italiana per Condotte d'Acqua SpA est une très ancienne entreprise italienne de travaux publics.

## Historique
Créée le 7 avril 1880 déjà sous la forme actuelle de société anonyme, la « Condotte » avait pour but la  réalisation de travaux d'adduction d'eau pour l'alimentation des villes, des zones agricoles à irriguer et des industries. Son activité se développe alors surtout à l'étranger, aussi bien en Europe, en Russie, au Siam (actuelle Thaïlande) et en Chine. Lors de son 25e anniversaire, la société avait à son palmarès la construction de 160 aqueducs pour une longueur totale de 817 km.
La société s'est ensuite diversifiée dans les travaux publics en général. Elle a notamment réalisé le percement du tunnel du Mont-Blanc et la plupart des lignes du métro de Milan.
La société a été reprise par la holding du groupe public tentaculaire italien IRI et intégré dans la branche ingénierie et constructions coiffée par Iritecna SpA.
En 1987, elle a établi une filiale aux États-Unis, implantée à Miami et couvre l'ensemble du pays où son activité génère un chiffre d'affaires de 56 M€ en 2007. Elle a notamment construit le pont suspendu Chesapeake-Delaware (en) en Virginie, le pont à une seule arche d'Acosta à Jacksonville et le métro de Miami en Floride.
En 1997, elle fait partie des entreprises privatisées à la suite de la décision du gouvernement italien de démanteler l'IRI. La société est alors rachetée par le groupe Ferrocemento Costruzioni e Lavori Pubblici SpA.
Cette même année, le 1er décembre 1997, le groupe Ferrocemento rachète également l'entreprise Gambogi Costruzioni SpA, qui faisait partie du groupe Calcestruzzi, et l'entreprise indépendante Recchi Costruzioni SpA.
L'organisation générale de ces sociétés va engendrer une fusion complète de ses composantes pour créer, le 1er août 1999, une entité unique qui reprendra le nom le plus connu dans le monde : Società Italiana per Condotte d'Acqua SpA. Ce nouveau groupe italien de constructions et travaux publics comprend :
- Secteur immobilier : 
  - Condotte Immobiliare, société créée en 2002,
  - Condotte Services
- Secteur Grands travaux - Groupe Società Italiana per Condotte d'Acqua SpA :
  - AMEST SpA - société spécialisée dans l'environnement,
  - Agricola Ronoguano - société spécialisée dans le domaine agricole,
  - Cossi Costruzioni - entreprise de constructions créée en 1976 et rachetée en 2008 ainsi que sa filiale suisse, Cossi Svizzera,
  - Condotte Romania - filiale roumaine du groupe,
  - Condotte America - filiale américaine du groupe,
  - Condotte Algerie - filiale algérienne du groupe.

Au sommet de la pyramide, la holding Ferfina SpA est l'unique actionnaire de toutes ces sociétés.

## Les grands travaux réalisés
(juin 2020).
Si vous disposez d'ouvrages ou d'articles de référence ou si vous connaissez des sites web de qualité traitant du thème abordé ici, merci de compléter l'article en donnant les références utiles à sa vérifiabilité et en les liant à la section « Notes et références ».
Cette section liste les travaux les plus importants réalisés par l'entreprise.
- percement du tunnel du Mont-Blanc, travaux terminés en 1964,
- requalification du tracé autoroute A2 de Calabre,
- barrage Hammam Boughara en Algérie,
- autoroute Taipei-Ilan à Taïwan,
- aciéries de Bagnoli (Naples) en Italie
- palais de justice de Turin,
- viaduc sur le fleuve Paranà en Argentine,
- port de Tarante en Italie,
- pont suspendu Chesapeake-Delaware en Virginie,
- port de Bandar-Abbas en Iran,
- pont à une seule arche d'Acosta Jacksonville en Floride
- métro de Miami,
- terminal pétrochimique d'Anvers en Belgique,
- sucrerie de Amarah en Iraq,
- centrales électriques de Fiumicino (Rome), Bari et Brindisi en Italie,
- viaduc avec pont arche central suspendu Sidney Lanier en Géorgie,
- pont Roosevelt en Floride,
- tunnel de base du Ceneri (TI) en Suisse,
- liaison câbles haute tension entre la Calabre et la Sicile,
- terminal pétrolier de Sines au Portugal,
- terminal gazier de Ras-Laffan au Qatar,
- plusieurs lignes LGV en Italie - Rome-Naples, viaduc Montallese sur la Rome-Florence,
- port de Djen-Djen en Algérie,
- barrage et usine hydroélectrique de Karakaya en Turquie,
- LGV Séoul-Pusan en Corée du Sud,
- restauration des temples de Philae en Égypte,
- raffinerie Agip de Milazzo en Sicile,
- autoroute Chiasso-Saint Gothard en Suisse,
- gazoduc Nord Europe,
- autoroute de ceinture de Cluj-Napoca en Roumanie,
- restauration du théâtre La Fenice de Venise,
- extension du métro de Washington,
- projet MOSE pour la fermeture de la lagune de Venise, travaux en cours,
- pont sur le détroit de Messine, projet en cours d'études.

## Curiosité
Un timbre émis par la poste italienne célèbre les 120 ans d'existence de l'entreprise.

## Actionnaire
La totalité du capital du groupe Società Italiana per Condotte d'Acqua S.p.A. est détenue par la holding Ferfina SpA.